# Danh sách nhà UFO học
Đây là danh sách những nhân vật nổi bật đều là nhà UFO học (nhà nghiên cứu UFO).

## Argentina
- Juan Posadas, (1912–1981), Nhà lý thuyết theo thuyết Trotsky đã pha trộn giữa thuyết Trotsky và thuyết UFO học. Phiên bản chủ nghĩa Trotskyas của Posadas được coi là dòng riêng biệt mang tên Chủ nghĩa Posadas.[1]
- Fabio Zerpa, (1928–2019), nhà cận tâm lý học và nhà nghiên cứu UFO.[2]

## Brasil
- Ademar José Gevaerd (sinh năm 1962)

## Canada
- Paul Hellyer, (1923–2021), Bộ trưởng Quốc phòng Canada.[3][4]
- Stanton T. Friedman, (1934–2019), nhà UFO học người Canada sinh ra ở Mỹ, nguyên nhà vật lý hạt nhân, từng nghiên cứu ban đầu về Roswell và cả tài liệu MJ-12.[5][6]

## Estonia
- Igor Volke[7][8] (sinh năm 1950), nhà UFO học và nhà nghiên cứu về sự bất thường của môi trường

## Pháp
- Jacques Bergier (1912–1978), nhà văn đồng sáng tác cuốn sách bán chạy nhất Buổi sáng của các pháp sư.
- Rémy Chauvin (1913–2009), nhà sinh vật học và côn trùng học.
- Robert Charroux (1909–1978), nhà văn đã quảng bá thuyết nhà du hành vũ trụ cổ.
- Aimé Michel (1919–1992), nhà văn và nhà UFO học.
- Jean-Pierre Petit (sinh năm 1937), nhà khoa học, nhà nghiên cứu cấp cao tại Trung tâm Nghiên cứu Khoa học Quốc gia CNRS với tư cách là một nhà vật lý thiên văn. Thúc đẩy thuyết Ummo. Thành lập Hiệp hội Khoa học UFO.
- Jacques Vallée (sinh năm 1939) nhà khoa học máy tính và tác giả, nhân vật quan trọng trong các nghiên cứu về UFO ở Pháp và Mỹ. Thúc đẩy giả thuyết ngoài Trái Đất và sau đó là giả thuyết liên chiều.

## Đức
- Axel Stoll (1948–2014), nhà văn, nhà bí truyền và nhà địa vật lý.

## Ý
- Monsignor Corrado Balducci, (1923–2008), Nhà thần học Công giáo La Mã của Giáo triều Vatican, nhà trừ tà lâu năm cho Tổng giáo phận Roma.[9][cần kiểm chứng]

## Indonesia
- Jacob Salatun, (1927–2012), nhà tiên phong nghiên cứu UFO ở Indonesia.[10]

## México
- Jaime Maussan, (sinh năm 1953), Nhà báo và nhà nghiên cứu UFO người Mexico.[11][cần kiểm chứng]

## România
- Dan Apostol[12]
- Doru Davidovici[13]
- Ion Hobana[14][15]

## Tây Ban Nha
- Iker Jiménez Elizari (sinh năm 1973), nhà báo sinh ra ở thành phố Basque xứ Vitoria. Ông được Đại học Complutensian Madrid và Đại học Châu Âu Madrid cấp phép về Khoa học Thông tin. Vợ ông tên Carmen Porter cũng là một nhà báo và nhà điều tra về hoạt động huyền bí; cả hai làm việc cùng nhau trong chương trình Cuarto Milenio, thuộc mạng truyền hình Cuatro, và phiên bản radio Milenio 3 trong Cadena SER, về hoạt động huyền bí, UFO học và những bí ẩn khác.[16][17][cần kiểm chứng]

## Thụy Sĩ
- Billy Meier, (sinh năm 1937)[18]
- Erich von Däniken, (sinh năm 1935), tác giả người Thụy Sĩ gây tranh cãi được biết đến nhiều nhất với những cuốn sách kiểm tra bằng chứng khả dĩ về những ảnh hưởng của người ngoài hành tinh đối với nền văn hóa nguyên thủy của nhân loại.[19]
- Giorgio A. Tsoukalos, (sinh năm 1978), có lẽ được biết đến nhiều nhất với tác phẩm Ancient Aliens và meme người ngoài hành tinh.[20]

## Anh
- Brinsley Le Poer Trench, Bá tước Clancarty đời thứ 8, (1911–1995), nhà UFO học và là tín đồ đĩa bay, và đặc biệt là thuyết Trái Đất rỗng.[21][nguồn không đáng tin?]
- Timothy Good (sinh năm 1942), nhà nghiên cứu và tác giả người Anh.
- Graham Hancock, (sinh năm 1950), là một nhà văn và nhà báo người Anh. Ông nổi tiếng nhờ thuyết giả khoa học liên quan đến các nền văn minh cổ đại, sự thay đổi của Trái Đất, tượng đài đá hoặc cự thạch, trạng thái ý thức bị thay đổi, thần thoại cổ đại và dữ liệu thiên văn hoặc chiêm tinh từ quá khứ.
- George King, (1919–1997) tự xưng là "Kênh Dẫn nhập Tinh thần Chính trên Trái Đất" dành cho thực thể Trí tuệ ngoài Trái Đất vĩ đại và tiến hóa.[22][cần kiểm chứng]
- Elizabeth Klarer, (1910–1984), người tiếp xúc UFO và nhiếp ảnh gia UFO người Nam Phi.[23][cần kiểm chứng]
- Nick Pope, (sinh năm 1965), nguyên Trưởng ban UFO, Bộ Quốc phòng; tác giả cuốn Operation Thunder Child.[24]
- Jenny Randles, (sinh năm 1951), tác giả người Anh và cựu giám đốc điều tra của Hiệp hội Nghiên cứu UFO nước Anh (BUFORA).[25][nguồn không đáng tin?]
- Nick Redfern (sinh năm 1964), nhà UFO học/nhà động vật học thần bí người Anh hiện đang sống ở Dallas, Texas, Mỹ.[26][cần kiểm chứng]
- Peter A. Sturrock (sinh năm 1924) nhà khoa học người Anh.[27] Là giáo sư danh dự về vật lý ứng dụng tại Đại học Stanford,[28] phần lớn sự nghiệp của Sturrock đều dành cho vật lý thiên văn, vật lý plasma và vật lý mặt trời, nhưng Sturrock quan tâm đến các lĩnh vực khác, bao gồm UFO học, suy luận khoa học, lịch sử khoa học, và triết học khoa học.
- Colin Wilson, (1931–2013),  triết gia người Anh và tác giả cuốn Alien Dawn (1999).

## Mỹ
- George Adamski (17 tháng 4 năm 1891 – 23 tháng 4 năm 1965), người tiếp xúc với UFO gây tranh cãi và là kẻ chơi khăm được biết đến vào những năm 1950, đã viết một số cuốn sách bán chạy nhất về cuộc gặp gỡ của anh ta với những "anh em không gian" thân thiện từ các hành tinh khác.[29]
- Walter Harrison Andrus, Jr. (12 tháng 12 năm 1921 – 16 tháng 9 năm 2015), đã điều tra những lần nhìn thấy UFO từ đầu những năm 1960 cho đến khi ông qua đời. Ông là một trong những người sáng lập MUFON tại Quincy, Illinois vào năm 1969 và là chủ tịch của MUFON từ năm 1970 đến năm 2000.
- Orfeo Angelucci (còn gọi là Orville Angelucci) (25 tháng 6 năm 1912 – 24 tháng 7 năm 1993), một trong những kẻ bất thường nhất trong số người tiếp xúc UFO giữa thập niên 1950.[30][cần kiểm chứng]
- Art Bell (tên khai sinh: Arthur William Bell, III) (17 tháng 6 năm 1945 – 13 tháng 4 năm 2018), phát thanh viên và tác giả của đài phát thanh Mỹ, chủ yếu được biết đến với tư cách là người sáng lập và người dẫn chương trình phát thanh theo chủ đề huyền bí Coast to Coast AM.[31]
- William J. Birnes, nhà văn, biên tập viên, nhà xuất bản sách và đại lý quyền văn học Mỹ. Ông nổi tiếng với tư cách là nhà xuất bản tích cực về tài liệu UFO (Tạp chí UFO) và là tác giả sách bán chạy nhất của Thời báo New York.
- Jerome Clark (sinh năm 1946), nhà sử học UFO, tác giả của Bách khoa toàn thư UFO[32]
- Philip J. Corso (1915–1998), sĩ quan Tình báo Quân sự Lục quân Mỹ, đã viết cuốn sách gây nhiều tranh cãi về sự cố Roswell.[33]
- Robert O. Dean (2 tháng 3 năm 1929 – 11 tháng 10 năm 2018), nhà UFO học, bị nghị từng đọc một tài liệu có tên là An Assessment (1964), vốn là bản báo cáo UFO của NATO được thúc đẩy do một sự cố xảy ra vào ngày 2 tháng 2 năm 1961 khi có tới 50 UFO khả nghi đã xuất hiện trên khắp châu Âu.[34]
- Tom DeLonge (sinh năm 1975), cựu ca sĩ và nghệ sĩ guitar của ban nhạc blink-182 và là người sáng lập Viện Hàn lâm Khoa học và Nghệ thuật To the Stars.[35]
- Preston E. Dennett (sinh năm 1965), nhà nghiên cứu UFO lâu năm và là tác giả của 28 cuốn sách. [36]
- Glenn Dennis (24 tháng 3 năm 1925 – 28 tháng 4 năm 2015), người sáng lập Trung tâm Nghiên cứu và Bảo tàng UFO Quốc tế ở Roswell, New Mexico, mở cửa vào tháng 9 năm 1991. Dennis là một nhân chứng tự xưng trong sự cố Roswell (1947).[37]
- Danielle Egnew (sinh ngày 28, tháng 2 năm 1969), Nhà ngoại cảm/Đồng cốt và người dẫn chương trình Truyền hình và Điện ảnh, Phát thanh Huyền bí người Mỹ. Người tiếp xúc UFO thường xuyên báo cáo về giao tiếp đầu tiên với những chủng tộc ngoài hành tinh cùng với cơ chế vật lý/bản thiết kế chi tiết về hệ thống đẩy ngoài Trái Đất.[38][39][cần kiểm chứng]
- Raymond E. Fowler (sinh năm 1934), nhà điều tra UFO lâu năm, kể chi tiết về một trong những vụ người ngoài hành tinh bắt cóc có nhiều nhân chứng nhất được ghi lại, tác giả cuốn Vụ Andreasson và Vụ bắt cóc Allagash.[40][41]
- James Fox, nhà làm phim chịu trách nhiệm dàn dựng bộ phim The Phenomenon (2020) và Out of the Blue (2003).[42]
- Daniel Fry (19 tháng 7 năm 1908 – 20 tháng 12 năm 1992), người tiếp xúc UFO người Mỹ tuyên bố anh ta có nhiều mối liên hệ với một người ngoài hành tinh và đã leo lên phi thuyền của người ngoài hành tinh được điều khiển từ xa vào ngày 4 tháng 7 năm 1949.[43][cần kiểm chứng]
- Allen H. Greenfield (sinh năm 1946), nhà huyền bí học, nhà UFO học, nhà văn và biên tập viên người Mỹ.[44][cần kiểm chứng]
- Steven M. Greer (sinh năm 1955), bác sĩ người Mỹ nổi tiếng vì có công đề xướng sự cởi mở trong chính phủ, truyền thông và các tập đoàn khi nói đến mảng công nghệ tiên tiến mà ông và những người khác tin rằng đã bị che đậy và che giấu khỏi nhận thức của công chúng vì lý do lợi nhuận và ảnh hưởng.[45][cần kiểm chứng][46]
- Richard H. Hall (25 tháng 12 năm 1930 – 17 tháng 7 năm 2009), nguyên trợ lý Giám đốc NICAP thập niên 1960, nguyên giám đốc Quỹ Nghiên cứu UFO trong thập niên 1980.[47]
- Charles I. Halt,(sinh năm 1939), đại tá Không quân Mỹ đã nghỉ hưu và là nhân vật chủ chốt trong sự kiện UFO ở Rendlesham năm 1980.[48]
- Allan Hendry (sinh năm 1950), nhà thiên văn học kiêm nhà điều tra UFO toàn thời gian cho Trung tâm Nghiên cứu UFO vào cuối thập niên 1970 và đầu thập niên 1980.[49][cần kiểm chứng]
- Budd Hopkins (1931–2011), nhà nghiên cứu hiện tượng người ngoài hành tinh bắt cóc.[50][cần kiểm chứng]
- J. Allen Hynek (1 tháng 5 năm 1910 – 27 tháng 4 năm 1986), nhà thiên văn học, nhà tư vấn cho Dự án Blue Book (Không quân Mỹ). Người sáng lập CUFOS (Trung tâm Nghiên cứu UFO).[51][cần kiểm chứng]
- Morris K. Jessup (2 hoặc 20 tháng 3 năm 1900 – 20 tháng 4 năm 1959), nhiếp ảnh gia, có lẽ được nhớ đến nhiều nhất với những bài viết tiên phong về UFO học và vai trò của ông trong việc khám phá ra cái gọi là Thí nghiệm Philadelphia.[52][cần kiểm chứng]
- Leslie Kean - nhà báo điều tra và là tác giả nổi tiếng nhất với những cuốn sách viết về UFO và thế giới bên kia.[53][54]
- John A. Keel (tên khai sinh: Alva John Kiehle) (25 tháng 3 năm 1930 – 3 tháng 7 năm 2009), nhà báo góp phần điều tra vụ chứng kiến Người bướm nổi tiếng ở Tây Virginia vào năm 1966 và 1967.[55][nguồn không đáng tin?][cần kiểm chứng]
- Donald Keyhoe (20 tháng 6 năm 1897 – 29 tháng 11 năm 1988), phi công và sĩ quan Thủy quân lục chiến, là lãnh đạo của NICAP, nhóm nghiên cứu UFO dân sự lớn nhất ở Hoa Kỳ, trong thập niên 1950 và 1960.[56][cần kiểm chứng]
- Philip J. Klass (8 tháng 11 năm 1919 – 9 tháng 8 năm 2005), biên tập viên cao cấp của Tuần san Hàng không và Công nghệ Không gian, người dẫn đầu phong trào hoài nghi/lật tẩy UFO từ giữa thập niên 1960 cho đến khi ông qua đời vào năm 2005.[cần dẫn nguồn]
- George Knapp (sinh năm 1952), nhà báo điều tra người Mỹ.[57]
- Bob Lazar (sinh năm 1959), chủ sở hữu của một công ty cung cấp dịch vụ khoa học đặt hàng qua thư, người tuyên bố đã làm việc từ năm 1988 đến năm 1989 tại một khu vực được gọi là S-4 (Khu Bốn).[58]
- Avi Loeb (sinh năm 1962) là một nhà vật lý lý thuyết người Mỹ gốc Israel, chuyên gia về vật lý thiên văn và vũ trụ học, Giáo sư Khoa học tại Đại học Harvard. Năm 2018, ông đã thu hút sự chú ý của giới truyền thông vì cho rằng tàu vũ trụ của người ngoài hành tinh có thể ở trong hệ mặt trời này, sử dụng hành vi bất thường của ʻOumuamua làm ví dụ.[59] Ông cũng tuyên bố rằng UFO cần được nghiên cứu khoa học nghiêm túc, như một phần của hoạt động nghiên cứu SETI.[60]
- Bruce Maccabee (sinh năm 1942), nhà vật lý quang học Hải quân Mỹ về hưu, đứng ra phân tích nhiều đoạn video và ảnh chụp UFO.[61][cần nguồn thứ cấp]

- John E. Mack (1929–2004), bác sĩ/giáo sư tâm thần học Harvard, nhà nghiên cứu hiện tượng người ngoài hành tinh bắt cóc.[62]
- James E. McDonald (1920-1971), nhà vật lý và giáo sư khoa tiêu hóa tại Đại học Arizona. Nhà phê bình nổi bật về Báo cáo Condon.[63]
- Jim Marrs (5 tháng 12 năm 1943 – 2 tháng 8 năm 2017), nhà lý thuyết âm mưu, phóng viên tin tức, giáo sư đại học, đồng thời là tác giả của các cuốn sách và bài báo về nhiều loại thuyết âm mưu.[64][cần kiểm chứng]
- Riley Martin (9 tháng 5 năm 1946 – Tháng 12 năm 2015), nhân vật tự xưng có mối liên lạc với người ngoài hành tinh, đồng thời là tác giả và người dẫn chương trình phát thanh.[65]
- Donald Howard Menzel (1901–1976), giáo sư thiên văn học tại Đại học Harvard, người dẫn đầu phong trào hoài nghi về UFO trong thập niên 1950 và 1960.[66]
- James W. Moseley (1931–2012), biên tập viên tờ Saucer Smear, nhà quan sát lâu năm, tác giả và nhà bình luận về hiện tượng UFO.[67]
- Linda Moulton Howe (sinh năm 1942), nhà báo nổi tiếng nhờ việc điều tra các vụ cắt xẻo gia súc.[68][cần kiểm chứng]
- George Noory (sinh năm 1950), phát thanh viên của chương trình phát thanh nổi tiếng "Coast to Coast"; chương trình thảo luận về các sự kiện siêu nhiên.[69]
- Curtis Peebles, sử gia hàng không vũ trụ của Viện Smithsonian, cũng là người hàng đầu trong phong trào hoài nghi về UFO.[70][cần kiểm chứng]
- Kevin D. Randle (sinh năm 1949), đại úy Lực lượng Dự bị Không quân Mỹ; cũng là nhà điều tra hàng đầu về sự cố Roswell năm 1947.[71][cần kiểm chứng]
- Edward J. Ruppelt (17 tháng 7 năm 1923 – 15 tháng 9 năm 1960), đại úy Không quân Mỹ kiêm giám sát Dự án Blue Book, cuộc nghiên cứu chính thức của Không quân Mỹ về hiện tượng UFO trong thập niên 1950 và 1960.[72][cần kiểm chứng]
- Harley Rutledge (1926–2006), nhà vật lý thể rắn làm việc tại Đại học Tiểu bang Đông Nam Missouri.[73][cần nguồn thứ cấp]

- Robert Sheaffer (sinh năm 1949), thành viên tiểu ban UFO của CSICOP, một người hàng đầu trong phong trào hoài nghi/lật tẩy UFO.[74]
- Whitley Strieber (sinh năm 1946), tác giả cuốn Communion, nhà nghiên cứu UFO, chuyên gia hiện tượng huyền bí và là nạn nhân nghi bị người ngoài hành tinh bắt cóc.[75]
- Leonard H. Stringfield, (1920–1994), nhà UFO học người Mỹ rất mực quan tâm đến những câu chuyện về đĩa bay bị rơi.
- Michael D. Swords, nhà lý sinh tại Đại học Tây Michigan, nhà UFO học nổi tiếng của Trung tâm Nghiên cứu UFO.[76]